# 逢来りん
逢来 りん（あいら りん、2002年5月24日 - ）は、日本の女性声優。広島県出身。

## 経歴
幼少期からゲームやアニメなどに親しみ、同郷の松来未祐に影響を受けてから声優によるラジオ番組や出演イベントに関心を持つようになる。松来への憧れから声優業を目指し始め、様々なオーディションに参加し始める。
2018年に実施されたテレビアニメ『アイカツフレンズ!』のミラクル声優オーディションにおいてグランプリに選出され、2019年4月から同作に登場するキャラクター・春風わかば役として声優デビュー。デビューまで演技の経験はなく、収録現場で声優業に挑戦することとなった。また同作から派生したユニットであるBEST FRIENDS!の一員として、歌手活動も行う。2019年には、同作の続編となる『アイカツオンパレード!』で主人公の姫石らき役を担当する。
2021年、第15回声優アワードにて新人女優賞を受賞。
2022年12月より体調不良により休業が続いていたが、2023年1月18日に静養に専念するために正式に活動休止することを発表した。
2024年12月31日、ホリプロインターナショナルを退所し、フリーランスになることSNSで発表。発表文中では退所後の活動復帰について「そして今、再び歩み出す準備が整い、少しずつ表舞台へ戻れるよう努力していく所存です」と記している。。

## 出演
太字はメインキャラクター。

### テレビアニメ
2019年
- アイカツフレンズ!〜かがやきのジュエル〜（春風わかば）
- アイカツオンパレード!（2019年 - 2020年、姫石らき、春風わかば）

2020年
- みっちりわんこ!あにめ〜しょん（ハル）
- ぽっこりーず（2020年 - 2021年、においさん）
- ネコこのゴロ令和版（2020年 - 2021年、ゴロニャン、学くん、ミケくん） - 2シリーズ
- カオルの大切なモノ（2020年 - 2021年、アンナ、ネコ、カラス1、他）
- 東京ガンボ（晴子）

2021年
- アイカツプラネット!（ヒップホップブレイク）
- 大正オトメ御伽話（女学生、光子）

2022年
- 東京ミュウミュウ にゅ〜♡（女子高生、スタッフ、幼稚園児）
- BORUTO-ボルト- NARUTO NEXT GENERATIONS（双儀すず）

2023年
- アイドリッシュセブン Third BEAT!（観客）
- BanG Dream! It's MyGO!!!!!（生徒A）
- うちの会社の小さい先輩の話（女の子A）

2025年
- ネコこのゴロ～天下統一編～（ゴロ助）

### 劇場アニメ
- ガディガルズ（2022年、フミ・フジヤマ[20]）

### Webアニメ
- アイカツオンパレード!ドリームストーリー（2020年、姫石らき[21]）
- アイカツプラネット!ミラーイン☆ラボ（2022年、ヒップホップブレイク[22]）
- ミニ豆ちゃん シーズン2（2022年、会員3、女子、あずき16、人間2）

### ゲーム
- データカードダス アイカツフレンズ！（2019年、春風わかば）
- データカードダス アイカツオンパレード！（2019年 - 2020年、姫石らき、春風わかば）
- アイカツプラネット!（2020年、ヒップホップブレイク）
- 黒騎士と白の魔王（2021年、フルゴラ[23]、貂蝉[24]）
- モンスターストライク（2021年、ヤッコ[25]）
- きららファンタジア（2021年、メディア[26]）
- ミコノート（2021年、スヒジニ、アメノサヅチ、クニノサヅチ[27]）
- ハツリバーブ（2023年、フランカー〈初代〉[28][29]、彩花[30]、ジェニィ〈初代〉[31]、スペス[32]）

### ASMR
- 『月夜の図書館』――眠れぬ夜に、囁く司書と。（2025年、出雲つづり[33]）

### 吹き替え

#### 映画
- あなたがここにいてほしい（2022年、客5、案内[34]）

#### アニメ映画
- ミューン 月の守護者の伝説（英語版）（2022年、ファン1[35]）

### テレビ番組
- キャラ@声部（2020年 - 2021年、テレビ愛知[36] 他）

### ラジオ
※はインターネット配信。
- ラジカツフレンズ!（2019年〈第51回[37] 〉 - 2019年、YouTube[38]・あにてれ[39]※）
- ラジカツオンパレード!（2019年[40] - 2020年 、YouTube・あにてれ※）
- キャラ@声部 DE ラジオ（2025年7月 - 、bayfm）

### 映像商品
- TVアニメ/データカードダス『アイカツフレンズ！』 BEST FRIENDS！ スペシャルLIVE ～THANKS⇄OK～ LIVE Blu-ray（2020年）[41]
- バンダイナムコエンターテインメントフェスティバル 2days LIVE Blu-ray（2020年）[42]
- 「アイカツ！シリーズ」オーケストラコンサート「『オケカツ！』2nd Stage」（Blu-ray/CD）（2020年、MC出演）[43]
- バンダイナムコエンターテインメントフェスティバル 2nd 2days LIVE Blu-ray（2023年）[44]
- TVアニメ『アイカツ！』 アイカツ！ミュージックフェスタ FINAL Day1 Live Blu-ray（2024年、ラジカツオンパレード！公開録音イベント　夜公演に出演）[45]
- TVアニメ『アイカツ！』 アイカツ！ミュージックフェスタ FINAL Day2 Live Blu-ray（2024年、「アイカツオンパレード！ユニットライブツアー　ユニパレ！」メイキング映像に出演）[46]

### 舞台
- 劇団フルタ丸『すべてセリフのはずだった』 - 苺谷沙夜役（2022年6月15日 - 19日、駅前劇場）[47]

### 朗読劇
- メイホリック『美術室に置き去りにされた天使－再演－』 - ぱにゅぱにゅ役（2025年4月2日・6日、シアターサンモール）[48]
- メイホリック『ライブ×リーディング『KAWAII偶像パラドキシカル』』 - YOMONE役（2025年8月1日 - 2日、ＣＢＧＫシブゲキ!!）[49]

### 配信番組
- 逢来りんのりんりんチャレンジ!（OPEN REC TV 2021年7月 - 2022年7月）[50]
- おりんとゆづむんの「ドリームクラス」（OPEN REC TV　2022年8月 - 2023年1月）[51]

### その他コンテンツ
- Cheer球部!（2021年 - 2022年、入野沢さくら〈2代目〉[52]）
- shiroAN プロジェクト（2021年 - 2023年、歌唱担当）[53]
- 朗読劇 twerno reverse 第一部：only voice stage「twerno」（2022年12月11日-12日、未来[54]）

## 後任
逢来の休業期間中（2023 - 24年）、持ち役を引き継いだ人物は以下の通り。
| 後任       | 役名                        | 作品                 | 備考                  |
| ---------- | --------------------------- | -------------------- | --------------------- |
| 山崎エリイ | shiroAN VSinger歌唱キャスト | shiroAN プロジェクト | 2023年6月23日更新以降 |
| 松永あかね | フランカー、ジェニィ        | 『ハツリバーブ』     | 2023年8月24日更新以降 |

## ディスコグラフィ

### キャラクターソング
| 発売日         | 商品名                                                                                          | 歌                                   | 楽曲                                                 | 備考                                     |
| -------------- | ----------------------------------------------------------------------------------------------- | ------------------------------------ | ---------------------------------------------------- | ---------------------------------------- |
| 2020年11月20日 | ゆかいな世界征服                                                                                | 部長（小原莉子）、副部長（逢来りん） | 「ゆかいな世界征服」                                 | 『キャラ@声部』主題歌                    |
| 2021年9月29日  | Power of Voice/輝きはここにある                                                                 | Qace                                 | 「Power of Voice」                                   | 『Cheer球部！』関連曲                    |
| 2021年11月30日 | アナログで変わった正解で                                                                        | shiroAN（逢来りん）                  | 「アナログで変わった正解で」                         | shiroAN プロジェクト関連曲               |
| 2021年11月30日 | 幻愛流                                                                                          | shiroAN（逢来りん）                  | 「幻愛流」                                           | shiroAN プロジェクト関連曲               |
| 2021年12月22日 | Cheer球部！ユニットミニアルバム                                                                 | Chiff♡n                              | 「きづいてLovin'you 〜いちごとチョコになりたくて〜」 | 『Cheer球部！』関連曲                    |
| 2022年3月30日  | Cheer球部！トップオブダイヤモンド 2nd Battle CD「薄紅のカノン / アーティスティック☆ドリーマー」 | Qace                                 | 「薄紅のカノン」                                     | 『Cheer球部！』関連曲                    |
| 2022年5月3日   | From my Dream                                                                                   | shiroAN（逢来りん）                  | 「From my Dream」                                    | shiroAN プロジェクト関連曲               |
| 2022年8月22日  | 戦士宣誓                                                                                        | shiroAN（逢来りん）                  | 「戦士宣誓」                                         | shiroAN プロジェクト関連曲               |
| 2022年10月24日 | ガディガルズのテーマ                                                                            | ガディガルズ                         | 「ガディガルズのテーマ」                             | 映画『ガディガルズ』エンディングテーマ曲 |
| 2023年2月4日   | パンタグラフ                                                                                    | shiroAN（逢来りん）                  | 「パンタグラフ」                                     | shiroAN プロジェクト関連曲               |
| 2025年8月14日  | 萌やせ!ネコ魂                                                                                   | ゴロ助（逢来りん）                   | 「萌やせ!ネコ魂」                                    | 『ネコこのゴロ～天下統一編～』主題歌     |